# Тарбелл, Эндрю
Э́ндрю Та́рбелл (англ. Andrew Tarbell; 7 октября 1993, Мандевилл, Луизиана, США) — американский футболист, вратарь клуба «Хьюстон Динамо».

## Карьера

### Молодёжная карьера
В 2012—2015 годах Тарбелл обучался в Клемсонском университете по специальности «Гражданское строительство» и играл за университетскую футбольную команду «Клемсон Тайгерс» в Национальной ассоциации студенческого спорта.

### Клубная карьера
6 января 2016 года Тарбелл подписал контракт с MLS по программе Generation Adidas. 14 января 2016 года на Супердрафте MLS он был выбран под общим восьмым номером клубом «Сан-Хосе Эртквейкс». Его профессиональный дебют состоялся 27 августа 2016 года в матче против «Коламбус Крю», в котором он заменил в концовке первого тайма основного вратаря Дэвида Бингема, получившего травму. Перед началом сезона 2017 в USL Тарбелл был отправлен в аренду в аффилированный клуб «Рино 1868». За невадский клуб дебютировал 25 марта 2017 года в матче первого тура сезона против «Ориндж Каунти». По ходу сезона 2017 Тарбелл выиграл конкуренцию за место основного голкипера «Эртквейкс» у Бингема. 31 октября 2017 года Тарбелл перенёс операцию по удалению грыжи передней брюшной стенки. С началом сезона 2019 Тарбелл потерял место в стартовом составе, основным вратарём стал Даниэль Вега.
19 февраля 2020 года Тарбелл был приобретён «Коламбус Крю» за $75 тыс. общих распределительных средств. За «Крю» дебютировал 21 июля 2020 года в матче третьего тура Турнира MLS is Back против «Атланты Юнайтед», в котором, совершив шесть сейвов, оставил свои ворота в неприкосновенности. По окончании сезона 2020 «Коламбус Крю» не продлил контракт с Тарбеллом.
23 декабря 2020 года Тарбелл подписал контракт с клубом-новичком MLS «Остин». Дебютировал за «Остин» 29 сентября 2021 года в матче против «Колорадо Рэпидз», пропустив три мяча. По окончании сезона 2022 «Остин» не стал продлевать контракт с Тарбеллом.
23 ноября 2022 года Тарбелл на правах свободного агента присоединился к «Хьюстон Динамо», подписав двухлетний контракт с опцией продления ещё на один год. За «Хьюстон Динамо» дебютировал 26 апреля 2023 года в матче третьего раунда Открытого кубка США против «Тампа-Бэй Раудис», оставив свои ворота в неприкосновенности.

### Международная карьера
В августе 2015 года Тарбелл принимал участие в тренировочном лагере сборной США до 23 лет для футболистов-студентов.

## Достижения
Командные
 «Коламбус Крю»
- Чемпион MLS (обладатель Кубка MLS): 2020

## Статистика выступлений
| Выступление                  | Выступление      | Выступление      | Лига | Лига | Плей-офф | Плей-офф | Кубок | Кубок | Континент | Континент | Итого | Итого |
| Клуб                         | Лига             | Сезон            | Игры | Голы | Игры     | Голы     | Игры  | Голы  | Игры      | Голы      | Игры  | Голы  |
| ---------------------------- | ---------------- | ---------------- | ---- | ---- | -------- | -------- | ----- | ----- | --------- | --------- | ----- | ----- |
| Сан-Хосе Эртквейкс           | MLS              | 2016             | 1    | -1   | —        | —        | 0     | 0     | —         | —         | 1     | -1    |
| Сан-Хосе Эртквейкс           | MLS              | 2017             | 11   | -25  | 1        | -5       | 4     | -4    | —         | —         | 16    | -34   |
| Сан-Хосе Эртквейкс           | MLS              | 2018             | 29   | -60  | —        | —        | 1     | -2    | —         | —         | 30    | -62   |
| Сан-Хосе Эртквейкс           | MLS              | 2019             | 0    | 0    | —        | —        | 2     | -6    | —         | —         | 2     | -6    |
| Сан-Хосе Эртквейкс           | Итого            | Итого            | 41   | -86  | 1        | -5       | 7     | -12   | —         | —         | 49    | -103  |
| Рино 1868 (аренда)           | USL              | 2017             | 4    | -6   | —        | —        | —     | —     | —         | —         | 4     | -6    |
| Рино 1868 (аренда)           | Итого            | Итого            | 4    | -6   | —        | —        | —     | —     | —         | —         | 4     | -6    |
| Коламбус Крю                 | MLS              | 2020             | 7    | -6   | 2        | 0        | —     | —     | —         | —         | 9     | -6    |
| Коламбус Крю                 | Итого            | Итого            | 7    | -6   | 2        | 0        | —     | —     | —         | —         | 9     | -6    |
| Остин                        | MLS              | 2021             | 1    | -3   | —        | —        | —     | —     | —         | —         | 1     | -3    |
| Остин                        | MLS              | 2022             | 4    | -7   | 0        | 0        | 1     | -2    | —         | —         | 5     | -9    |
| Остин                        | Итого            | Итого            | 5    | -10  | 0        | 0        | 1     | -2    | —         | —         | 6     | -12   |
| Хьюстон Динамо               | MLS              | 2023             | 0    | 0    | —        | —        | 4     | -1    | 1         | -1        | 5     | -2    |
| Хьюстон Динамо               | Итого            | Итого            | 0    | 0    | —        | —        | 4     | -1    | 1         | -1        | 5     | -2    |
| Хьюстон Динамо 2 (фарм-клуб) | MLS Next Pro     | 2023             | 2    | -2   | —        | —        | —     | —     | —         | —         | 2     | -2    |
| Хьюстон Динамо 2 (фарм-клуб) | Итого            | Итого            | 2    | -2   | —        | —        | —     | —     | —         | —         | 2     | -2    |
| Всего за карьеру             | Всего за карьеру | Всего за карьеру | 59   | -110 | 3        | -5       | 12    | -15   | 1         | -1        | 75    | -131  |